# Henri de Wurtzbourg
Henri, Heinrich ou encore Hezelin, mort le 14 novembre 1018 à Wurtzbourg, est évêque de Wurtzbourg de 996 à sa mort.

## Biographie
Selon Wegele, Henri appartiendrait à la maison de Rothenburg (de), originaire de Rothenburg ob der Tauber. Des recherches ultérieures renvoient aux Conradiens. Son demi-frère maternel est l'archevêque Héribert de Cologne. Deux évêques d'Eichstätt, Héribert et Gezemann, sont des neveux de Henri.
Après la mort de son prédécesseur Bernward lors de son retour d'un voyage à Constantinople, l'empereur Otton III fait appel à Héribert de Cologne, son chancelier.
Après l'élection de Henri en 996, l'évêché retrouve son immunité en tant que Hochstift et, par un don royal, s'étend sur les comtés de Francie orientale de Rangau (de) et Waldsassengau (de). Plusieurs abbayes en sa possession ont une plus grande puissance territoriale.
Henri soutient le roi Henri II dans sa répression de la rébellion du margrave Henri de Schweinfurt, qui s'est allié à Boleslas Ier de Pologne. Cet épisode, appelé "Vendetta de Schweinfurt (de)", est raconté par Dithmar. Le comté de Schweinfurt s'appuie sur des propriétés dans le Nordgau, le Radenzgau (de) et le Volkfeld (de), qui, par une série de châteaux-forts, occupent une place centrale dans l'Empire.
Les combats concernent aussi le château de Creußen. Le margrave cherche à se défendre. La garnison se rend, empêchant la destruction du château. Ensuite le margrave met le feu lui-même à son château de Kronach, pour ne pas le laisser à l'ennemi qui fait de nombreux prisonniers, en particulier polonais, dont le fils du comte de Northeim (de). Le margrave fuit en Pologne. Avec Erkanbald, l'abbé de Fulda, l'évêque fait le siège du château de Schweinfurt et le détruit.
Le comté de Schweinfurt est brisé, le pouvoir reste vacant. Le margrave se repent, le roi lui rend ses alleux mais le fait prisonnier dans le château de Giebichenstein. Heinrich von Schweinfurt meurt libre en septembre 1017 et est inhumé par les évêques Henri de Wurtzbourg, Eberhard de Bamberg et Richulf de Trieste.
Après la fondation de l'évêché de Bamberg en 1007, l'évêché de Wurtzbourg doit lui céder des territoires ; cette perte est compensée par des terres autour de Meiningen. L'évêché de Wurtzbourg doit devenir un archevêché, auquel seraient subordonnés Bamberg et Eichstätt. Cela nuirait à l'évêché de Mayence, avec Willigis comme métropolite. La promesse n'est pas tenue et les relations entre l'évêque Henri et le roi Henri II sont tendues. Les pertes territoriales sont corrigées en faveur de Wurtzbourg, l'évêque reçoit de nouveaux privilèges sous la forme de droits sur les marchés, les terrains de chasse et les comtés. Il s'agit de défendre l'évêque Mégingaud d'Eichstätt. Le roi Henri II espère, avec l'évêché de Bamberg, avoir un corridor qui lui soit favorable dans son empire, dont les évêques ne seraient pas soumis à des intérêts dynastiques.
S'appuyant sur le travail de son prédécesseur, Henri de Wurtzbourg relance les abbayes soumises à son évêché telles que l'abbaye d'Amorbach. En 1007, un nouvel abbé est nommé à l'abbaye de Schlüchtern, de même qu'à l'abbaye de Fulda.
Il fait construire dans Wurtzbourg les fortifications, le Stift de Haug et l'abbaye Saint-Étienne (de).
Il est inhumé dans la cathédrale Saint-Kilian de Wurtzbourg.

## Source, notes et références
- (de) Cet article est partiellement ou en totalité issu de l’article de Wikipédia en allemand intitulé « Heinrich I. (Würzburg) » (voir la liste des auteurs).